# 리처드 로버

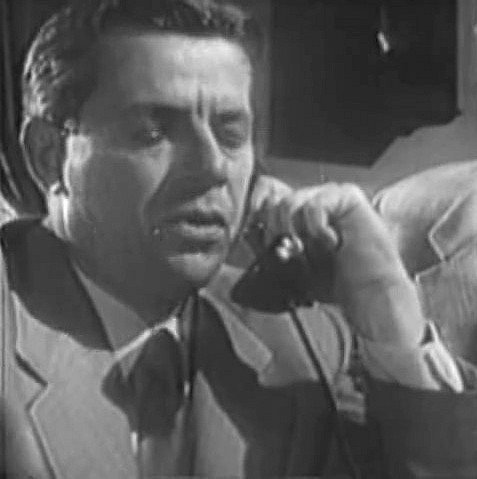

리처드 로버(Richard Rober, 1910년 5월 14일 ~ 1952년 5월 26일)는 미국의 배우이다.
로체스터에서 태어났으며 샌타모니카에서 사망하였다. 사인은 교통사고이다.

## 영화
- 오 헨리 단편집 (1952년)
- 파더스 리틀 디버덴드 (1951년) - 폴리스 서전트 역
- 톨 타겟 (1951년)
- 웰 (1951년)
- 애니 넘버 캔 플레이 (1949년)